# Cazenovia (New York)
Cazenovia è un comune degli Stati Uniti d'America, situato nello Stato di New York, nella contea di Madison.